# Боргезе, Юнио Валерио
Князь Юнио Валерио Шипионе Геццо Маркантонио Мария Боргезе (итал. Junio Valerio Scipione Ghezzo Marcantonio Maria Borghese; 6 июня 1906, Рим — 26 августа 1974, Кадис) — итальянский военный и политический деятель, капитан 2-го ранга (итал. capitano di fregata); мемуарист. В годы Второй мировой войны был известен как командир 10-й флотилии MAS Королевских военно-морских сил Италии.

## Биография
Родился 6 июня 1906 года в Риме, в аристократической семье Боргезе. 
Праправнук графа А. Х. Бенкендорфа.
Отец дал сыну несколько имён, почти все из которых были связаны с историей Древнего Рима: Сципион (Шипионе), Марк Антоний (Маркантонио), Юний (Юнио), Валерий (Валерио). 
В 1928 году окончил Военно-морскую академию в Ливорно и поступил на службу в подводный флот. С 1933 года — командир подводной лодки. С 1941 года как исполняющий обязанности, с 1943 года официально командовал 10-й флотилией штурмовых средств, которая стала наиболее успешным соединением Королевских военно-морских сил Италии.
10-я флотилия была сформирована в основном из добровольцев, а также кадровых военных — убеждённых фашистов. Флотилия использовалась для проведения различных диверсионных операций. Подразделение первоначально являлось частью 1-й флотилии MAS, затем стало отдельной 10-й флотилией MAS. Князь Боргезе командовал подводной лодкой, провёл целый ряд успешных операций, потопил кораблей союзников общим водоизмещением 75 тысяч тонн. Получил прозвище «Чёрный принц». Выступил инициатором создания в составе 10-й флотилии подразделения, использовавшего торпеды, пилотируемые подводниками-коммандос. Поддержал режим Республики Сало.
В 1943 году назначен командиром эскадры эскадренных миноносцев в Анцио, пытался организовать наступательную операцию, но потерпел неудачу. В 1945—1949 годах отбывал срок в тюрьме.
После освобождения был одним из лидеров итальянских крайне правых. Обвинялся в терактах против иностранных судов, находившихся в Италии, и против левых активистов. Некоторые историки связывают его имя с гибелью в 1955 году советского линкора «Новороссийск» (бывшего итальянского линкора «Джулио Чезаре»). Обвинялся в попытке государственного переворота в 1970 году. После того как в последнюю минуту была прекращена попытка государственного переворота в ночь на 8 декабря 1970 года, именуемая Путч Боргезе, он был вынужден бежать за границу, чтобы избежать ареста и допроса. Жил в Испании. В 1984 году, через десять лет после смерти Боргезе, Верховный кассационный суд постановил, что попытки государственного переворота не было.
Автор книги мемуаров «Десятая флотилия МАС» (первое издание — Милан, 1950).

## Семья
30 сентября 1931 года женился на русской графине Дарье Васильевне Олсуфьевой (1909—1963), внучке А. В. Олсуфьева, праправнучке Н. Е. Лукаша, которая погибла в автокатастрофе в 1963 году. Её имя носит премия для знатоков Рима.
В браке родилось четверо детей:
- донна Элена (род. 1932)
- дон Паоло (1933—1999)
- дон Ливио (1940—1989)
- дон Андреа Шире Мария делла Неве Боргезе (итал. Andrea Scirè Maria della Neve Borghese; 1942—2024)[3]

## Последние годы и смерть
26 августа 1974 года Юнио Валерио Боргезе умер при загадочных обстоятельствах в испанском Кадисе в возрасте 68 лет. В свидетельстве о смерти причина смерти записывается как «острый геморрагический панкреатит»; однако, поскольку принца посетил врач, который нашел его в хорошей форме всего за несколько дней до этого, было высказано предположение, что обстоятельства его смерти, характеризующиеся внезапным появлением боли в животе сразу после ужина, могут быть совместимы с отравлением мышьяком.
Он похоронен в часовне семьи Боргезе в римской базилике Санта-Мария-Маджоре.

## Образ в культуре
В фильме «Их знали только в лицо» 1966 года Анатолий Вербицкий сыграл роль капитана первого ранга князя Витторио дель Сарто, прототипом которого был Юнио Валерио Боргезе.
В фильме «Хотим полковников» 1972 года (режиссёр Марио Моничелли), сатирически изображающем события конца 1970 года, главный герой — напыщенный неофашистский политик Тритони (роль исполнил Уго Тоньяцци), который внешне напоминает князя Боргезе (самого князя иногда называли «лягушачьим» принцем после его пребывания в десантном штурмовом отряде).

## Сочинения
Публикации на русском языке
- Боргезе В. Десятая флотилия МАС = J. Valerio Borghese. Decima flottiglia MAS. Milano, 1950 / В. Боргезе; Пер. с итал. С. В. Славина и Ю. А. Карулина; Переплёт художника М. И. Эльцуфена. — М.: Издательство иностранной литературы, 1957. — 288 с.
- Беккер К., Боргезе В. Подводные легионы фюрера и дуче / Кайус Беккер, Валерио Боргезе; Пер. с нем. Л. С. Азарха, А. Г. Бубновского, с итал. С. В. Славина. — М.: Вече, 2005. — 480 с. — (Загадки третьего рейха). — 5000 экз. — ISBN 5-9533-0633-4.

## Комментарии
1. ↑  Полный титул отца — 11°Principe di Sulmona, 11°Principe di Montecompatri, 11°Principe di Vivaro, 12°Principe di Rossano, 11°Duca di Palombara, 11°Duca di Poggio Nativo, 5°Duca di Canemorto e Castelchiodato, 11°Marchese di Mentana, Norma, Civitella di Pratica, Moricone e Percile, 11 °Conte di Vallinfreda, 11°Barone di Cropalati, Principe Romano, Nobile Romano coscritto, Signore di Scarpa, Castelvecchio, Collepiccolo, Licenza, Monteporzio, Montorio in Valle, Cretone, Morlupo, Olevano, Poggio Moriano, Pretescia, Pozzaglia, Stabia e Stazzano, Nobile di Corneto, Patrizio di Genova, Venezia e Napoli, Grande de Espana[1].
2. ↑  Считается внебрачным сыном императора Александра I.